# Командный спринт (велоспорт)
Командный спринт (до 2001 года — Олимпийский спринт) — вид велотрековой гонки, в которой участвуют две команды. На чемпионатах мира медали в командном спринте разыгрываются с 1995 года у мужчин, с 2002 года — у женщин. С 2000 года включён в мужскую программу летних Олимпийских игр, с 2012 года — в женскую. У дисциплины существует неофициальное название — «итальянка».

## Правила
Дистанция мужской гонки составляет 3 круга, женской — 2 круга. Число гонщиков в команде равно числу преодолеваемых кругов.
Старт происходит с противоположных сторон велотрека. Гонщики в команде едут в один ряд, соблюдая дистанцию в 1,5 метра. Каждый из гонщиков ведёт команду на протяжении одного круга, затем он покидает велотрек, а следовавший за ним гонщик берёт роль лидера на себя. Таким образом, на заключительном круге на треке остается по одному гонщику из каждой команды.
Смена лидера должна происходить на отрезке длиной 15 метров, начиная от линии финиша. Смена гонщиков до линии финиша или более чем через 15 метров после окончания круга является нарушением, за которое команде присуждается последнее место на текущем этапе соревнований.
Гонщикам строго запрещается подталкивать членов своей команды.
В случае одинакового результата заезда у обеих команд победителем считается команда, прошедшая заключительный круг с лучшим временем.

## Порядок проведения соревнований
Соревнования по командному спринту в рамках Кубка мира, Чемпионата мира и Олимпийских игр проходят в три этапа:
1. Квалификационные заезды, по итогам которых отбирается 8 команд, показавших лучшее время;
2. Первый круг соревнований (полуфиналы), заезды проводятся в следующем порядке: 4—5[2], 3—6, 2—7, 1—8;
3. Финалы: 1—2[3] (за первое место), 3—4 (за третье место). На Олимпийских играх также проводятся заезды 5—6 и 7—8.
 В других соревнованиях 5-8 места определяются по времени, показанным командами в полуфинальных заездах.

## Командный спринт на чемпионатах мира

### Мужчины
| Год  | Победитель                                                    | 2-е место                                                                   | 3-е место                                                                   |
| ---- | ------------------------------------------------------------- | --------------------------------------------------------------------------- | --------------------------------------------------------------------------- |
| 1995 | Германия · Ян ван Эйден · Микаэль Хюбнер · Йенс Фидлер        | Франция · Бенуа Вету · Флориан Руссо · Эрв Туэ                              | США · Марти Нотстейн · Эрин Хартуэлл · Уильям Клэй                          |
| 1996 | Австралия · Даррин Хилл · Шейн Келли · Гари Нейванд           | Германия · Микаэль Хюбнер · Йенс Фидлер · Сёрен Лаусберг                    | Франция · Лорен Гане · Флориан Руссо · Эрв Туэ                              |
| 1997 | Франция · Венсан Ле Келлек · Флориан Руссо · Арно Турнан      | Германия · Сёрен Лаусберг · Эйк Покорны · Ян ван Эйден                      | Австралия · Денни Дей · Шейн Келли · Шон Иди                                |
| 1998 | Франция · Венсан Ле Келлек · Флориан Руссо · Арно Турнан      | Австралия · Денни Дей · Шейн Келли · Грэм Шерман                            | Германия · Сёрен Лаусберг · Штефан Нимке · Эйк Покорны                      |
| 1999 | Франция · Лорен Гане · Флориан Руссо · Арно Турнан            | Великобритания · Крис Хой · Крэйг МакЛин · Джейсон Куэлли                   | Германия · Сёрен Лаусберг · Штефан Нимке · Эйк Покорны                      |
| 2000 | Франция · Лорен Гане · Флориан Руссо · Арно Турнан            | Великобритания · Крис Хой · Крэйг МакЛин · Джейсон Куэлли                   | Испания · Хосе Антонио Вильянуэва · Хосе Антонио Эскуредо · Сальвадор Мелия |
| 2001 | Франция · Лорен Гане · Флориан Руссо · Арно Турнан            | Австралия · Джоби Дайка · Райан Бейли · Шон Иди                             | Великобритания · Крис Хой · Крэйг МакЛин · Джейсон Куэлли                   |
| 2002 | Великобритания · Джейми Стафф · Крис Хой · Крэйг МакЛин       | Австралия · Джоби Дайка · Райан Бейли · Шон Иди                             | Германия · Йенс Фидлер · Сёрен Лаусберг · Карстен Бергеманн                 |
| 2003 | Германия · Карстен Бергеманн · Рене Вольфф · Йенс Фидлер      | Франция · Лорен Гане · Микаэль Бурже · Арно Турнан                          | Великобритания · Крэйг МакЛин · Крис Хой · Джейми Стафф                     |
| 2004 | Франция · Микаэль Бурже · Лорен Гане · Арно Турнан            | Испания · Хосе Антонио Эскуредо · Сальвадор Мелия · Хосе Антонио Вильянуэва | Великобритания · Крэйг МакЛин · Крис Хой · Джейми Стафф                     |
| 2005 | Великобритания · Крис Хой · Джейсон Куэлли · Джейми Стафф     | Нидерланды · Тео Бос · Тюн Мулдер · Тим Вельдт                              | Германия · Маттиас Йон · Рене Вольфф · Штефан Нимке                         |
| 2006 | Франция · Грегори Боже · Микаэль Бурже · Арно Турнан          | Великобритания · Крис Хой · Крэйг МакЛин · Джейми Стафф                     | Австралия · Райан Бейли · Шейн Келли · Шейн Перкинс                         |
| 2007 | Франция · Грегори Боже · Микаэль Бурже · Арно Турнан          | Великобритания · Крис Хой · Крэйг МакЛин · Росс Эдгар                       | Германия · Роберт Фёстеманн · Штефан Нимке · Максимилиан Леви               |
| 2008 | Франция · Грегори Боже · Кевин Сиро · Арно Турнан             | Великобритания · Росс Эдгар · Крис Хой · Джейми Стафф                       | Нидерланды · Тео Бос · Тюн Мулдер · Тим Вельдт                              |
| 2009 | Франция · Грегори Боже · Микаэль Бурже · Кевин Сиро           | Великобритания · Мэттью Кремптон · Джейсон Кенни · Джейми Стафф             | Германия · Рене Эндерс · Роберт Фёстеманн · Штефан Нимке                    |
| 2010 | Германия · Роберт Фёстеманн · Максимилиан Леви · Штефан Нимке | Франция · Грегори Боже · Микаэль Д’Альмейда · Кевин Сиро                    | Великобритания · Росс Эдгар · Крис Хой · Джейсон Кенни                      |
| 2011 | Германия · Рене Эндерс · Максимилиан Леви · Штефан Нимке      | Великобритания · Мэттью Кремптон · Крис Хой · Джейсон Кенни                 | Австралия · Дэниел Эллис · Мэттью Глетцер · Джейсон Ниблетт                 |
| 2012 | Австралия · Шейн Перкинс · Скотт Сандерленд · Мэттью Глетцер  | Франция · Грегори Боже · Кевин Сиро · Микаэль Д’Альмейда                    | Новая Зеландия · Этан Митчелл · Сэм Уэбстер · Эдвард Докинс                 |
| 2013 | Германия · Рене Эндерс · Штефан Бёттихер · Максимилиан Леви   | Новая Зеландия · Эдвард Докинс · Этан Митчелл · Сэм Уэбстер                 | Франция · Жульен Пальма · Франсуа Перви · Микаэль Д’Альмейда                |

### Женщины
| Год  | Победитель                                      | 2-е место                                            | 3-е место                                            |
| ---- | ----------------------------------------------- | ---------------------------------------------------- | ---------------------------------------------------- |
| 2007 | Великобритания · Виктория Пендлтон · Шенейз Рид | Нидерланды · Ивонн Хийгенаар · Вилли Канис           | Австралия · Кристин Бейли · Анна Мирс                |
| 2008 | Великобритания · Виктория Пендлтон · Шенейз Рид | Китай · Гун Цзиньцзе · Чжень Лулу                    | Германия · Дана Глёсс · Мириам Вельте                |
| 2009 | Австралия · Каарли МакКаллох · Анна Мирс        | Великобритания · Виктория Пендлтон · Шенейз Рид      | Литва · Гинтаре Гайвените · Симона Крупецкайте       |
| 2010 | Австралия · Каарли МакКаллох · Анна Мирс        | Китай · Гун Цзиньцзе · Лин Цзюньхун                  | Литва · Гинтаре Гайвените · Симона Крупецкайте       |
| 2011 | Австралия · Каарли МакКаллох · Анна Мирс        | Великобритания · Виктория Пендлтон · Джессика Варниш | Китай · Гун Цзиньцзе · Го Шуан                       |
| 2012 | Германия · Кристина Фогель · Мириам Вельте      | Австралия · Каарли МакКаллох · Анна Мирс             | Китай · Гун Цзиньцзе · Го Шуан                       |
| 2013 | Германия · Кристина Фогель · Мириам Вельте      | Китай · Гун Цзиньцзе · Го Шуан                       | Великобритания · Виктория Уильямсон · Ребекка Джеймс |

## Командный спринт на Олимпийских играх

### Мужчины
| Год  | Победитель                                                     | 2-е место                                                  | 3-е место                                                    |
| ---- | -------------------------------------------------------------- | ---------------------------------------------------------- | ------------------------------------------------------------ |
| 2000 | Франция · Флориан Руссо · Арно Турнан · Лорен Гане             | Великобритания · Крис Хой · Крэйг МакЛин · Джейсон Куэлли  | Австралия · Гари Нейванд · Шейн Иди · Даррин Хилл            |
| 2004 | Германия · Йенс Фидлер · Штефан Нимке · Рене Вольфф            | Япония · Тосиаки Фусими · Масаки Иноуэ · Томохиро Нагацука | Франция · Микаэль Бурже · Лоран Гане · Арно Турнан           |
| 2008 | Великобритания · Крис Хой · Джейсон Кенни · Джейми Стафф       | Франция · Грегори Боже · Кевин Сиро · Арно Турнан          | Германия · Рене Эндерс · Максимилиан Леви · Штефан Нимке     |
| 2012 | Великобритания · Филип Хайндс · Крис Хой · Джейсон Кенни       | Франция · Грегори Боже · Микаэль Д’Альмейда · Кевин Сиро   | Германия · Рене Эндерс · Роберт Фёрстеман · Максимилиан Леви |
| 2016 | Великобритания · Джейсон Кенни · Каллум Скиннер · Филип Хайндс | Новая Зеландия · Эдди Доукинс · Итан Митчелл · Сэм Уэбстер | Франция · Грегори Боже · Микаэль Д’Альмейда · Франсуа Первис |

### Женщины
| Год  | Победитель                                 | 2-е место                                  | 3-е место                                  |
| ---- | ------------------------------------------ | ------------------------------------------ | ------------------------------------------ |
| 2012 | Германия · Кристина Фогель · Мириам Вельте | Китай · Гун Цзиньцзе · Го Шуан             | Австралия · Каарли МакКаллох · Анна Мирс   |
| 2016 | Китай · Гун Цзиньцзе · Чжун Тяньши         | Россия · Дарья Шмелёва · Анастасия Войнова | Германия · Мириам Вельте · Кристина Фогель |